# Щуковиці
Щуковиці (пол. Szczukowice) — село в Польщі, у гміні Пекошув Келецького повіту Свентокшиського воєводства.
Населення — 865 осіб (2011).
У 1975-1998 роках село належало до Келецького воєводства.

## Демографія
Демографічна структура на день 31 березня 2011 року:
|          | Загалом | Допрацездатний вік | Працездатний вік | Постпрацездатний вік |
| -------- | ------- | ------------------ | ---------------- | -------------------- |
| Чоловіки | 444     | 87                 | 321              | 36                   |
| Жінки    | 421     | 93                 | 253              | 75                   |
| Разом    | 865     | 180                | 574              | 111                  |